# カフェギャラリーきのね
座標: 北緯34度42分30秒 東経135度30分17秒 / 北緯34.70845677度 東経135.50477727度
カフェギャラリーきのね は大阪府大阪市北区中崎にあるカフェギャラリー。
オーナーはきのねのまこと。

## 概要
ギャラリースペースは1階と2階に分かれており、2階はカフェスペースも併設されている。イラストレーションや写真、絵画、デザイン、現代美術など幅広いジャンルの作品を取り扱っている。
所在地は大阪府大阪市北区中崎3丁目2−14。

### 沿革
2018年9月にオープン。 
カフェギャラリーきのね（以下、きのね）を始める前は、現在のきのねから徒歩1分ほどの場所にある一軒家のガレージを改装して作られたギャラリーを借り、ジャンルを問わず毎月5名ほどの作家を集めたグループ展「月会」を企画していた。
ある時、そのスペースが大家の事情で借りられなくなると同時に現在きのねがある物件が空いたため、オーナーは当時正社員として働いていたが、会社を辞めて現在のギャラリーをオープンした。
イラストレーションや写真、絵画、デザイン、現代美術など幅広いジャンルの作品を取り扱っており、中崎町博覧会などの外部催事にも参加している。
ギャラリー名は「一旦モノや人が集まる場所」を由来にしており、人や情報が一旦きのねに集まって、また次の場所へと繋がっていくような形が木の幹に似ていることから、スタート地点になる木の根元をイメージしている。
2021年より1階カウンター奥のスペースに、バケットガーデンによる“電子工作とアート”をコンセプトにしたバー形式のコミュニティスペース兼ラボ「バケットガーデンラボ」がオープン。

## 特徴
- ギャラリースペース

1階と2階にそれぞれギャラリースペースがあり、1階、2階、全館でそれぞれレンタル利用ができる（審査あり）。ワークショップなどのスペースレンタルも可。
空間コンセプトとしては、全体を通して“作品が主役”であることを徹底しており、平等に作品に近づいて鑑賞できることを最優先にレイアウトした空間となっている。白壁と黒壁に対応することができるが、2022年6月現在は基本的にホルベインの「黒すぎる黒」こと「スーパーオペークブラック」で塗られたこだわりの黒壁となっている。
- カフェ

オーナーがこだわって取り揃えたコーヒーがメニューの特徴。その場でその都度コーヒー豆を挽いて淹れている。他にもチャイやロイヤルミルクティー、オレンジジュースなどがある。不定期的に自家製のチーズケーキがメニューに出ることもある。
- デザイン

オーナーが元々デザイナーだったこともあり、きのねのロゴデザインをはじめとして、名刺やショップカードなど身の回りの印刷物のほか、きのねで開催する展覧会のDM（特にきのね主催で開催する企画展）はオーナーが自らデザインしている。依頼があれば、その他の展示会DMや作家の名刺、作品集のデザインなども手掛けている。DM制作の詳細についてはオーナー個人のnoteにていくつか公開されており、手掛けた作品集などはきのねの物販でも一部取り扱っている。

## 主な企画

### 展覧会企画
ギャラリー主催で恒例となっている企画展がいくつかあり、ここではその一部を列挙する。
月会
きのねオープン以前よりきのねのまことが開催していた展示企画で、ジャンルを問わず毎度５名ほどの作家でグループ展を開催していた。その際の名前をそのまま引継ぎ、きのねでも不定期的に開催。2022年5月には江坂にあるFACTO Gallery ESAKAにて初めて外部展示として開催された。
牛乳パック展
「原画で終わらない展示会」をコンセプトに開催された展示企画。当初は原画を純粋に展示するのではなく、パッケージとして立体的に展開することを計算しながら作品を制作する企画であったが、イラストレーションはもちろん、切り絵作品や瓦工芸、鋳造作品など幅広いジャンルで展開される企画となった。
1DAY
1日を4つの時間に切り取り、その時々に見えるシーンや心情を作家の目線から描くグループ展。
人が活動を始める少し前から世界を見る「5:30— morning」
人が最も活発で、活気にあふれ、もしくは静かな空間も混在する、コントラストの強い「12:00— afternoon」
季節によって明るさが異なる、その日の終わりを告げる「17:30— evening」
色も音も、静寂に還ってこそ見える世界がある「23:00— midnaight」
以上4セクション。5日間/セクションで会期が振り分けられ、1ヶ月かけて開催される。
コンペ式公募展「CROSS k.」
2022年6月にスタートした初のコンペ式公募展。審査制で来場者投票あり。「グランプリ」は設けず、複数の賞を設置している。
第1回は第1ブロックと第2ブロックに分けて総勢22名が参加した。
- きのね賞 / 個展開催権（各ブロックにて最低1名ずつ）
- 来場者投票 / 個展開催権（各ブロックにて1名ずつ）
- ホルベイン賞 / 画材授与（各ブロックにて1名ずつ）
- 芝田町画廊賞 / Petit galleryでの個展権（全ブロックで最低1名）
- igu_m_art賞 / グループ展招待（全ブロックで最低1名）
- gallery yongou賞 / 2022年7〜12月の間から3日間の個展権（全ブロックで1名）

### その他の企画
ワーイ
きのねで不定期的に開催されるバーイベント。その都度作家がゲストバーテンダーとして立つこともある。
以前は“企画がない時期（主に土曜日）に不定期で開催するバー企画”として「暇バー」という名のバー企画を開催していたが、その企画を引き継ぐ形で2020年11月に一新された。きのね立ち上げ当初は年間を通して展示企画のない休日（土日）が月に1~2週間程度発生していたため、その穴を埋めるかたちで開催されていたが、次第に展示企画の充実によってスケジュールが埋まる中で「暇バー」の開催が難しくなっていく。そこで、展示中の作家を巻き込み、展示会期中でも開けるバー企画として新たに「ワーイ」と名前を変えてスタートすることになった。2022年現在は開催中の展覧会に付随するイベント企画として開催されることが多い。ちなみにこの名前は「みんなで飲み食いするぞ！」「ワーイ！」という高度なコンセプト設計に則ったものである。